# Слёзкин, Михаил Львович
Михаил Львович Слёзкин (1818 или 1819 — 1877) — генерал-лейтенант, офицер Отдельного корпуса жандармов Российской империи.

## Биография
Родился в 1818 или 1819 году.
С 1855 года полковник Слёзкин был начальником Смоленского губернского жандармского управления.
С 25 декабря 1861 года — генерал-майор. В 1865—1871 годах был помощником начальника местных войск и инспектора госпиталей Одесского военного округа, затем — директором Херсонского попечительного о тюрьмах комитета.
Был произведён в генерал-лейтенанты 30 августа 1870 года и в следующем году назначен начальником местных войск Одесского военного округа. Также в 1871—1874 годах он был инспектором госпиталей Одесского военного округа.
Умер 25 октября (6 ноября) 1877 года.

## Награды
- орден Св. Владимира 3-й ст. (1864)
- орден Св. Анны 1-й ст. (1869)
- орден Св. Станислава 1-й ст. (1866).

## Семья
Его сыновья, Лев (1855—?) и Алексей (1852—1919), также стали генералами. Внуки — Юрий Алексеевич (1890—1977) и Юрий Львович (1885—1947) — писатели.
Дочь, Мария (1853—?) была замужем за Спечинским.